# Avetheropoda
De Avetheropoda zijn een onderverdeling van de Tetanurae, een groep deel uitmakend van de Theropoda, vleesetende dinosauriërs. Het woord werd in 1988 voor het eerst gebruikt door Gregory S. Paul in zijn Predatory Dinosaurs of the World, zonder een exacte definitie, voor de groep die de vogels, de Allosauridae, Tyrannosauridae, Compsognathus en Ornitholestes omvat. De begrenzing was mede gebaseerd op synapomorfieën: het bezit van een furcula en een os lunatum (maanvormig been). De klade is in 1999 voor het eerst gedefinieerd door Padian als de groep omvattend de gemeenschappelijke voorouder van Allosaurus fragilis en de Neornithes en al zijn afstammelingen; en in 2004 door Holtz exacter gedefinieerd als de groep omvattend de gemeenschappelijke voorouder van Allosaurus fragilis en de huismus Passer domesticus, en al zijn afstammelingen, waaronder in feite alle nu bestaande vogels.
Het is niet duidelijk wanneer de Avetheropoda zich hebben afgesplitst, maar in ieder geval vóór de late Jura.
De naam is vermoedelijk een synoniem van Neotetanurae, de term die zijn schepper, Paul Sereno, prefereert.
Belangrijke onderverdelingen zijn Carnosauria en Coelurosauria.